# Resolutie 2060 Veiligheidsraad Verenigde Naties
Resolutie 2060 van de Veiligheidsraad van de Verenigde Naties werd door de VN-Veiligheidsraad aangenomen op 25 juli 2012 en verlengde de waarnemingsgroep die schendingen van de wapenembargo's tegen Somalië en Eritrea onderzocht tot augustus 2013.

## Achtergrond
In 1960 werden de voormalige kolonies Brits-Somaliland en Italiaans-Somaliland onafhankelijk en samengevoegd tot Somalië.
In 1969 greep het leger de macht en werd Somalië een socialistisch-islamitisch land.
In de jaren 1980 leidde het verzet tegen het totalitair geworden regime tot een burgeroorlog en in 1991 viel het centrale regime.
Vanaf dan beheersten verschillende groeperingen elk een deel van het land en enkele delen scheurden zich ook af van Somalië.
Toen milities van de Unie van Islamitische Rechtbanken de hoofdstad Mogadishu veroverden greep buurland Ethiopië in en heroverde de stad.
In 2007 stuurde de Afrikaanse Unie met toestemming van de Veiligheidsraad 8000—later 12.000—vredeshandhavers naar Somalië.
In 2008 werd piraterij voor de kust van Somalië een groot probleem.

## Inhoud

### Waarnemingen
In 1992 was een wapenembargo ten aanzien van Somalië opgelegd.
Schendingen van dat embargo waren een ernstige bedreiging voor de vrede en veiligheid in de regio.
De Veiligheidsraad herhaalde dat de overgangsperiode in het land op 20 augustus 2012 afliep.
Men was bezorgd omdat einddata in het overgangsproces keer op keer niet gehaald werden.

### Handelingen
Van alle partijen werd geëist dat ze noodhulp aan de bevolking ongemoeid lieten.
Er werd beslist dat de financiële sancties die middels resolutie 1844 waren opgelegd gedurende twaalf maanden niet zouden gelden voor fondsen voor die hulpverlening.
Ook gold het wapenembargo niet langer voor wapens die gebruikt zouden worden ter ondersteuning van of door het Politiek VN-kantoor voor Somalië.
Verder gold het wapenembargo tegen Eritrea niet langer voor beschermende kledij voor VN-personeel in Eritrea of voor niet-dodelijk militair materieel voor humanitaire of beveiligingsdoeleinden.
Het mandaat van de waarnemingsgroep die schendingen van het wapenembargo onderzocht werd verlengd tot 25 augustus 2013.
Ten slotte werden alle staten in de regio om medewerking met de groep gevraagd.

## Verwante resoluties
- Resolutie 2015 Veiligheidsraad Verenigde Naties (2011)
- Resolutie 2036 Veiligheidsraad Verenigde Naties
- Resolutie 2067 Veiligheidsraad Verenigde Naties
- Resolutie 2072 Veiligheidsraad Verenigde Naties

Lijst ·  2033 ·  2034 ·  2035 ·  2036 ·  2037 ·  2038 ·  2039 ·  2040 ·  2041 ·  2042 ·  2043 ·  2044 ·  2045 ·  2046 ·  2047 ·  2048 ·  2049 ·  2050 ·  2051 ·  2052 ·  2053 ·  2054 ·  2055 ·  2056 ·  2057 ·  2058 ·  2059 ·  2060 ·  2061 ·  2062 ·  2063 ·  2064 ·  2065 ·  2066 ·  2067 ·  2068 ·  2069 ·  2070 ·  2071 ·  2072 ·  2073 ·  2074 ·  2075 ·  2076 ·  2077 ·  2078 ·  2079 ·  2080 ·  2081 ·  2082 ·  2083 ·  2084 ·  2085